# Shinkansen série E5
Les Shinkansen série E5 (新幹線E5系電車, Shinkansen E5-kei densha) et série H5 (新幹線H5系電車, Shinkansen H5-kei densha) sont des rames automotrices électriques à grande vitesse appartenant respectivement à la JR East et à la  JR Hokkaido et qui sont exploitées sur les lignes Shinkansen Tōhoku et Hokkaidō au Japon.

## Caractéristiques générales

### Shinkansen E5
La conception du Shinkansen E5 découle directement de la rame expérimentale Fastech 360S. Sa vitesse maximale est de 320 km/h depuis mars 2013.
Une rame comprend 10 caisses, toutes motorisées sauf les 2 voitures d'extrémité. La première rame entre en service le  5 mars 2011.
Les voitures 1 à 8 sont dédiées à la classe standard, avec des rangées de 5 sièges (3+2). La voiture 9 est réservée à la Green car, plus confortable, avec des rangées de 4 sièges (2+2). Enfin la voiture 10 est celle de la Gran class, la classe de luxe avec seulement 18 fauteuils.
La livrée extérieure est verte et blanche, avec une bande magenta.
Le modèle est récompensé d'un Blue Ribbon Award en 2012.

### Shinkansen H5
En 2014, la JR Hokkaido a commandé 4 rames Shinkansen série H5 pour l'ouverture de la ligne Shinkansen Hokkaidō en 2016. Ce modèle est une variante du Shinkansen E5 : la livrée extérieure comporte une bande violette au lieu de magenta, l'aménagement intérieur est repensé et une pendulation active de 1,5° est intégrée.

## Services
Les Shinkansen E5 et H5 opèrent principalement sur les services Hayabusa entre Tokyo et Shin-Hakodate-Hokuto. Depuis le 19 novembre 2011, ils sont également utilisés sur les services Hayate et Yamabiko. Depuis le 17 mars 2012, les Shinkansen E5 peuvent assurer des services Nasuno.

## Photos

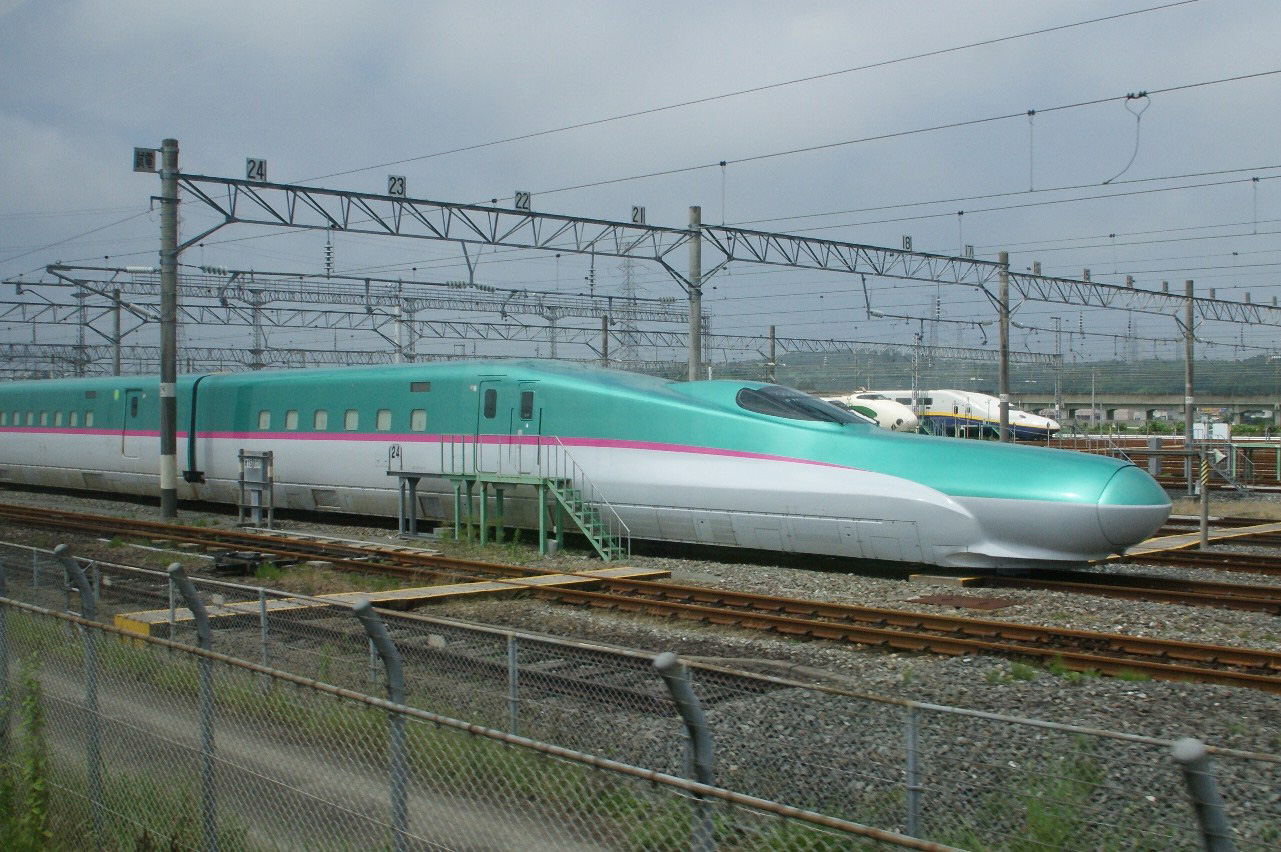
Première rame du Shinkansen E5 au dépôt de Sendai en 2009
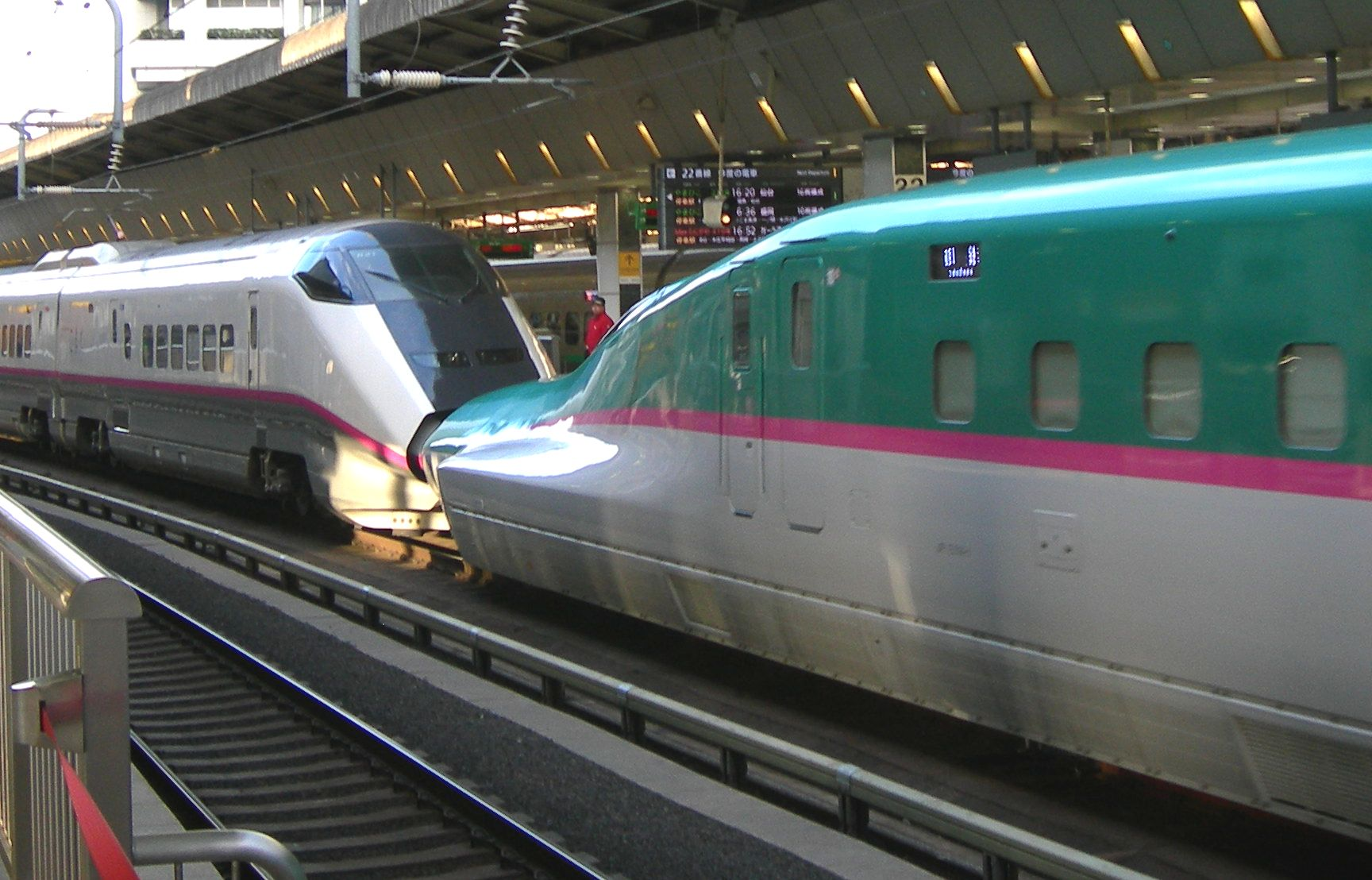
Shinkansen E5 couplé à un Shinkansen E3
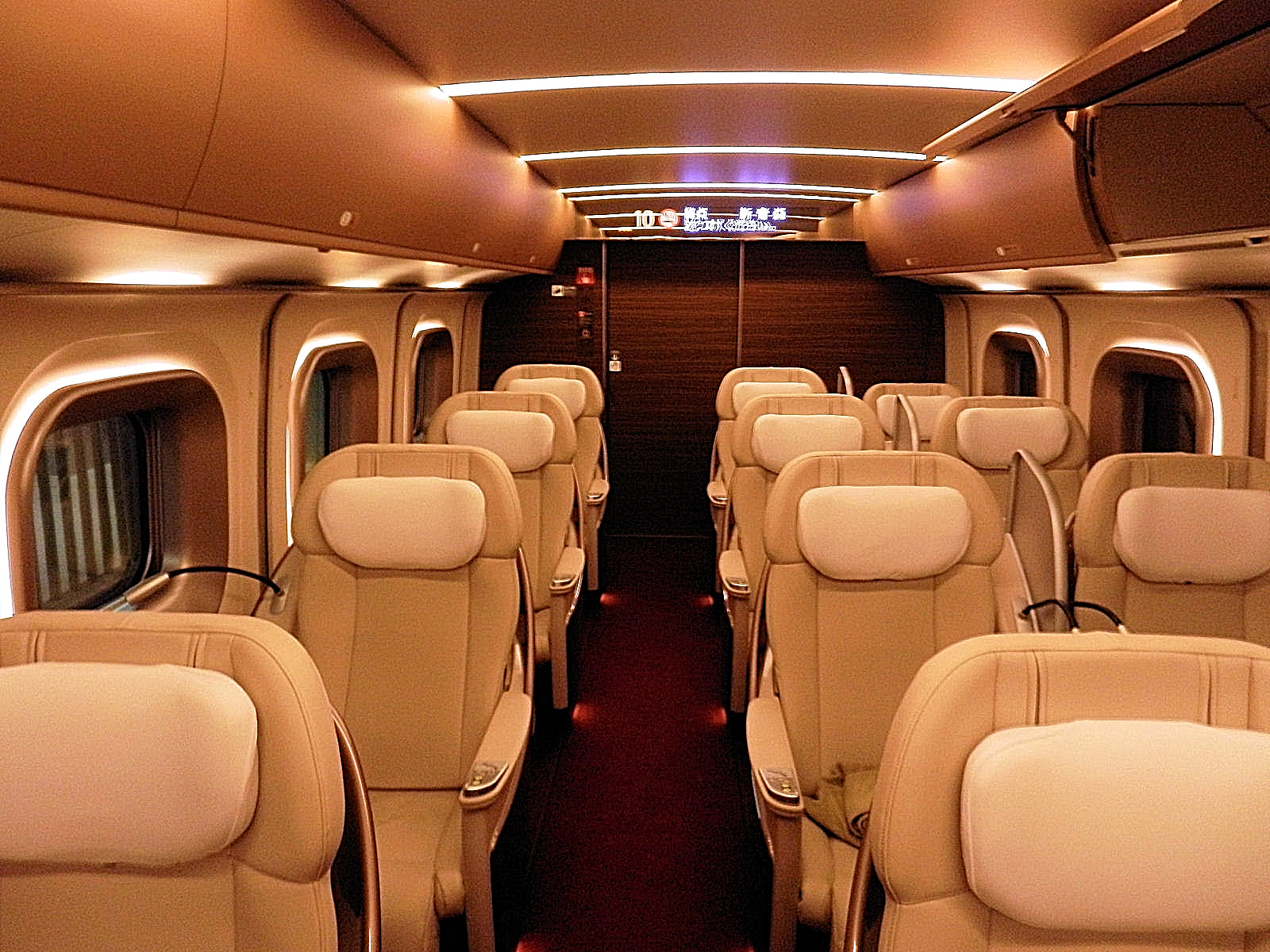
Intérieur de la Gran class
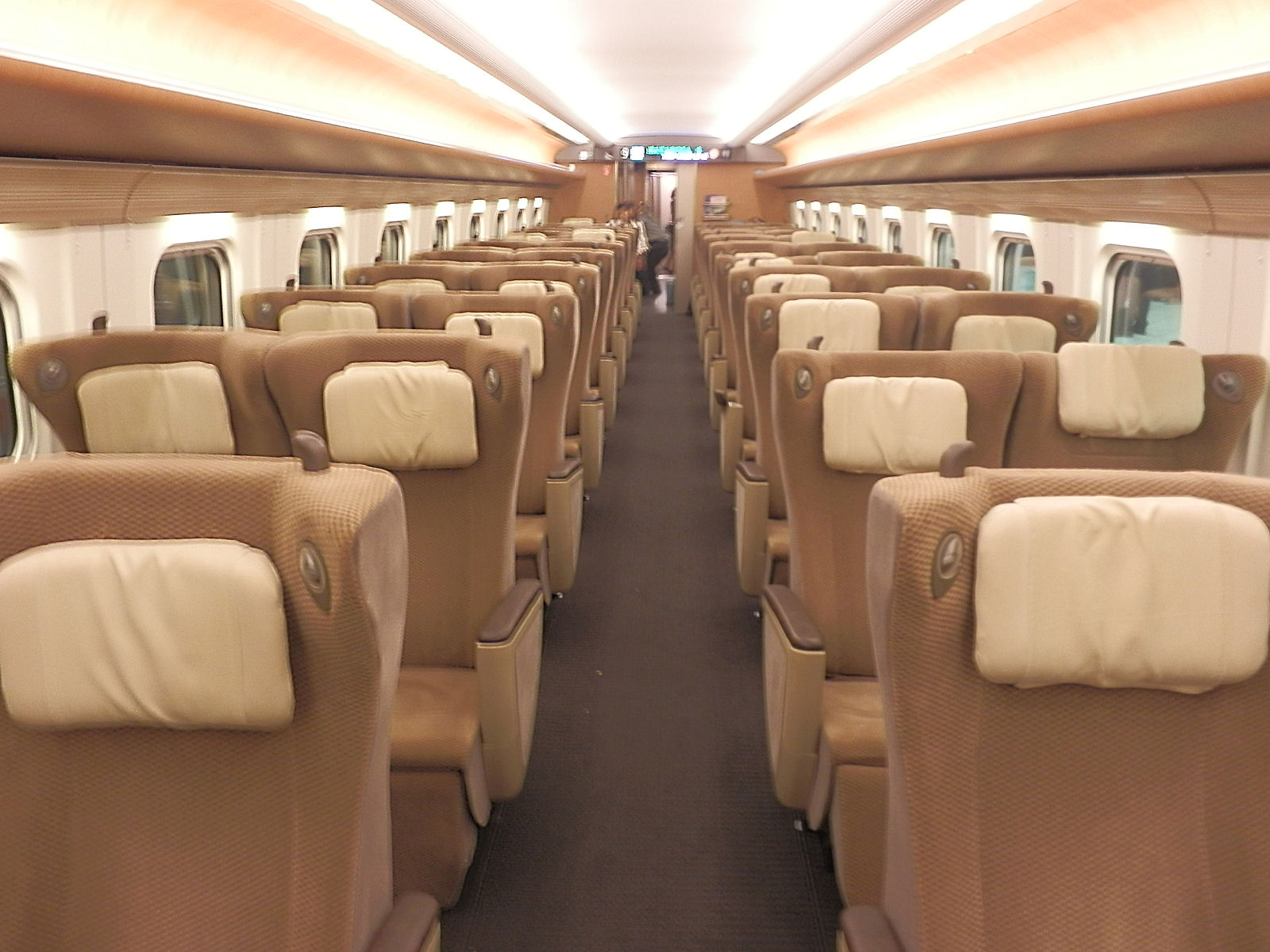
Intérieur de la Green car
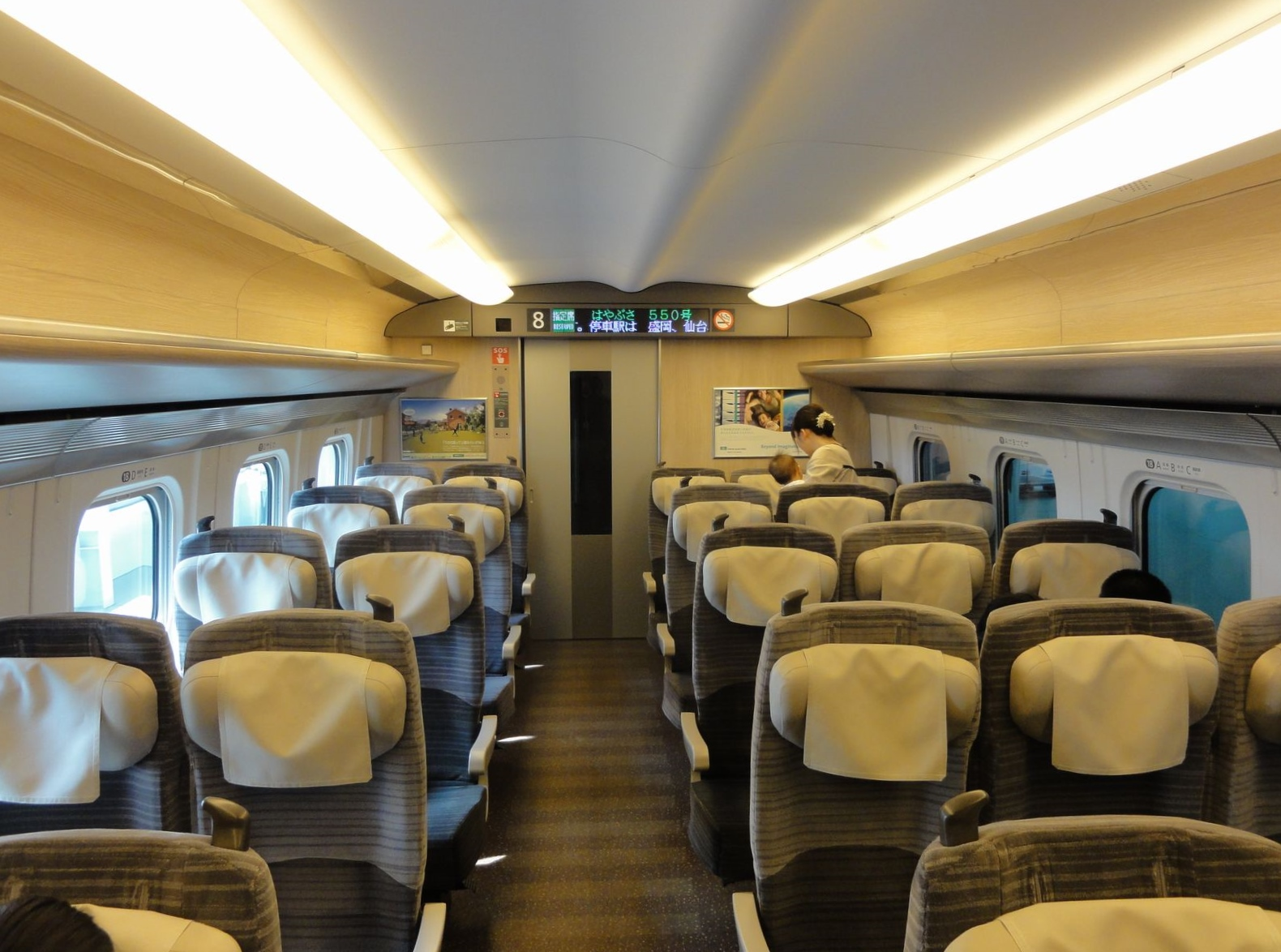
Intérieur de la classe standard
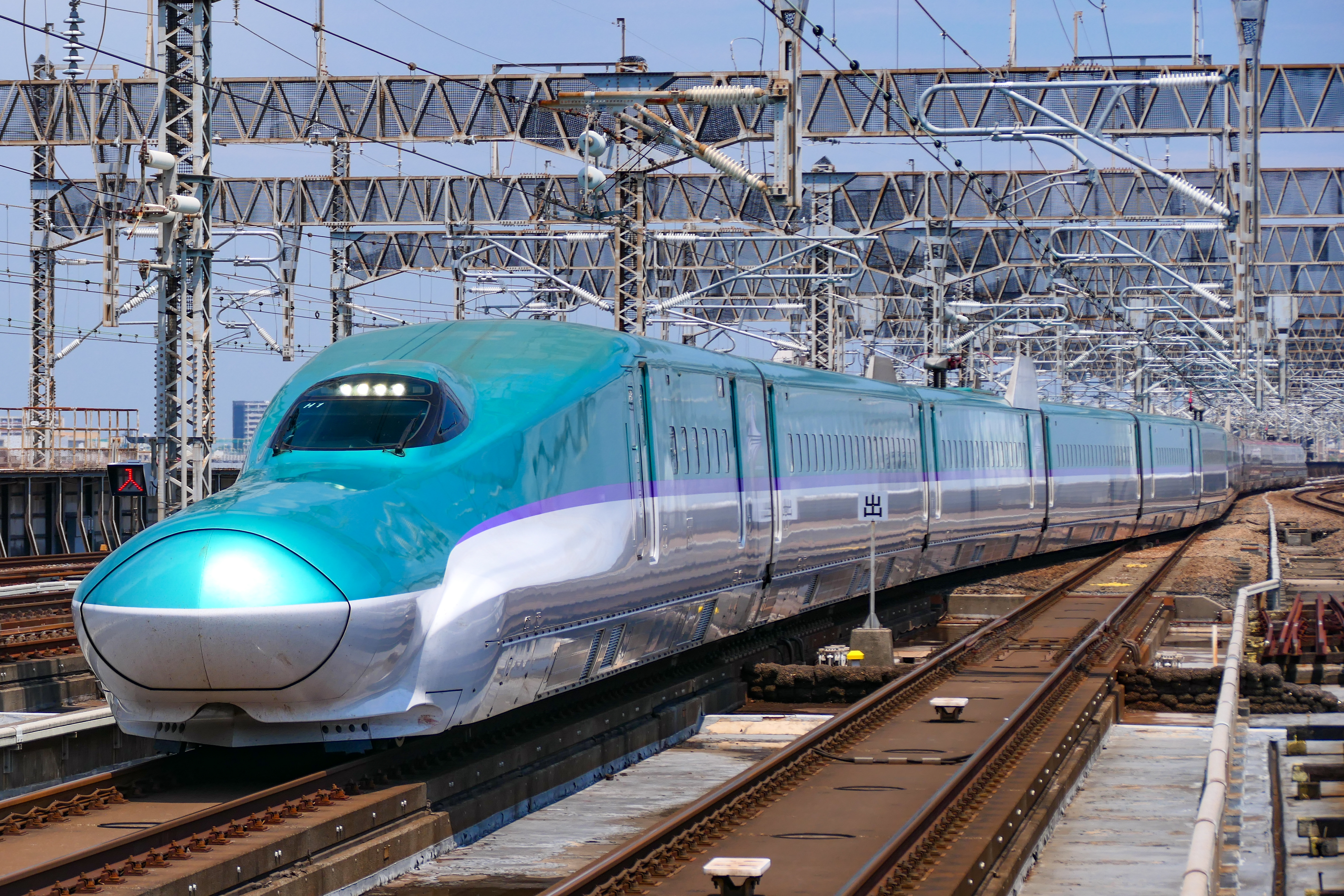
Shinkansen H5